# هیئت معارف جنگ
هیئت معارف جنگ شهید سپهبد علی صیاد شیرازی که به اختصار هیئت معارف جنگ نامیده می‌شود، یک نهاد آموزشی داوطلبانه وابسته به ارتش جمهوری اسلامی ایران است، که وظیفه آموزش دانشجویان دانشگاه افسری امام علی را در قالب دوره‌های موسوم به «دوره معارف جنگ» برعهده دارد. هیئت معارف جنگ به صورت رسمی در پاییز ۱۳۷۴ توسط سرتیپ علی صیاد شیرازی بنیان‌گذاری شد. صیاد شیرازی تا پایان عمر، ریاست هیئت را برعهده داشت. پس از وی، سرتیپ ناصر آراسته که از همرزمان سابق صیاد شیرازی نیز بود، به جای او منصوب شد.

## دوره‌های معارف جنگ
« تبیین معارف جنگ، کاری است به سود ارتش. »

سید علی خامنه‌ای

دانشجویانی که دوره معارف جنگ را طی کرده باشند و نیز امیران ارتش برای یادبودی از صیاد شیرازی، این نشان را بر روی یونیفرم خود نصب می‌کنند.

پیشینهٔ بنیان‌گذاری هیئت معارف جنگ، به تدوین خاطرات صیاد شیرازی از دوران جنگ ایران و عراق بازمی‌گردد. او عده‌ای را مأمور کرده بود که به تدوین تاریخ تحرکات کردستان بپردازند. سپس شخصاً در جلسات تاریخ شفاهی شرکت کرده و با حضور فرماندهان عملیاتی دوران جنگ، به تطبیق خاطرات خود و خاطرات آن‌ها پرداخت. در همین دوران، یک برنامه آموزشی برای دانشجویان دانشگاه افسری اجرا شد که در طول این دوره، تمام عملیات‌های برجسته دوران جنگ مورد تحلیل و بررسی قرار می‌گرفت و به پرسش‌ها و ابهام‌های دانشجویان پاسخ داده می‌شد. بدین ترتیب نخستین آموزش معارف جنگ از پاییز سال ۱۳۷۳ آغاز شده و اولین اردوگاه آموزشی دانشجویان در خرداد ۱۳۷۵ در مناطق عملیاتی کردستان برگزار گردیده بود.
این دوره‌ها به‌طور همزمان در دانشگاه‌های علوم و فنون هوایی، علوم و فنون دریایی و فارابی نیز تدریس می‌شوند. همچنین در اردیبهشت هر سال، دانشجویان هر سه نیرو با اعزام به مناطق عملیاتی دوران جنگ، ضمن اطلاع از سازمان رزم و چگونگی انجام عملیات‌ها، به کسب آموزش‌های میدانی نیز می‌پردازند. استادان معارف جنگ به‌طور معمول، از امیران بازنشسته ارتش هستند. تمام جزئیات این دوره‌ها با اطلاع فرمانده کل قوا می‌باشد.

## سایر فعالیت‌ها
تاکنون بیش از دویست عنوان کتاب از سوی هیئت معارف جنگ برای تدوین تاریخ جنگ به چاپ رسیده‌است.

## یادداشت
1. ↑  پس از درگذشت صیاد شیرازی، لوح افتخاری درجه سپهبد به فرزند او اعطا شد. پنج روز قبل از درگذشت، صیاد شیرازی درجه سرلشکر را دریافت کرده بود.

## پی‌نوشت‌ها
1. 1 2 3  «ارتش و سپاهی قبولش داشتند…»،  شاهد یاران،  ۳۹.
2. ↑  «تشکیل هیئت، آئینه تعهد و معنویت او بود…»،  شاهد یاران،  ۴۲.
3. 1 2 3  «دربارهٔ معارف جنگ…»،  هیئت معارف جنگ.